# Valle de Lutour

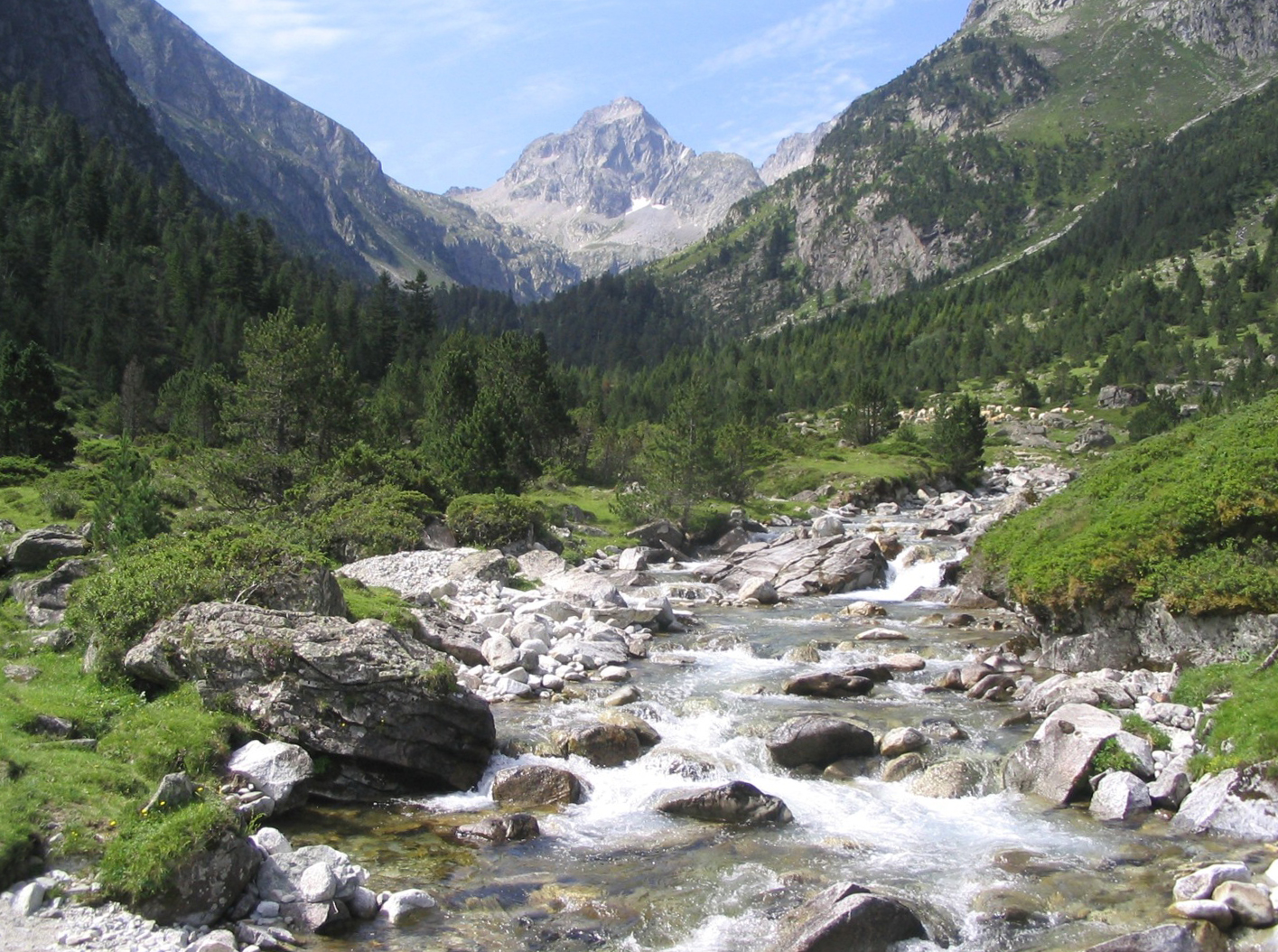
Valle de Lutour.

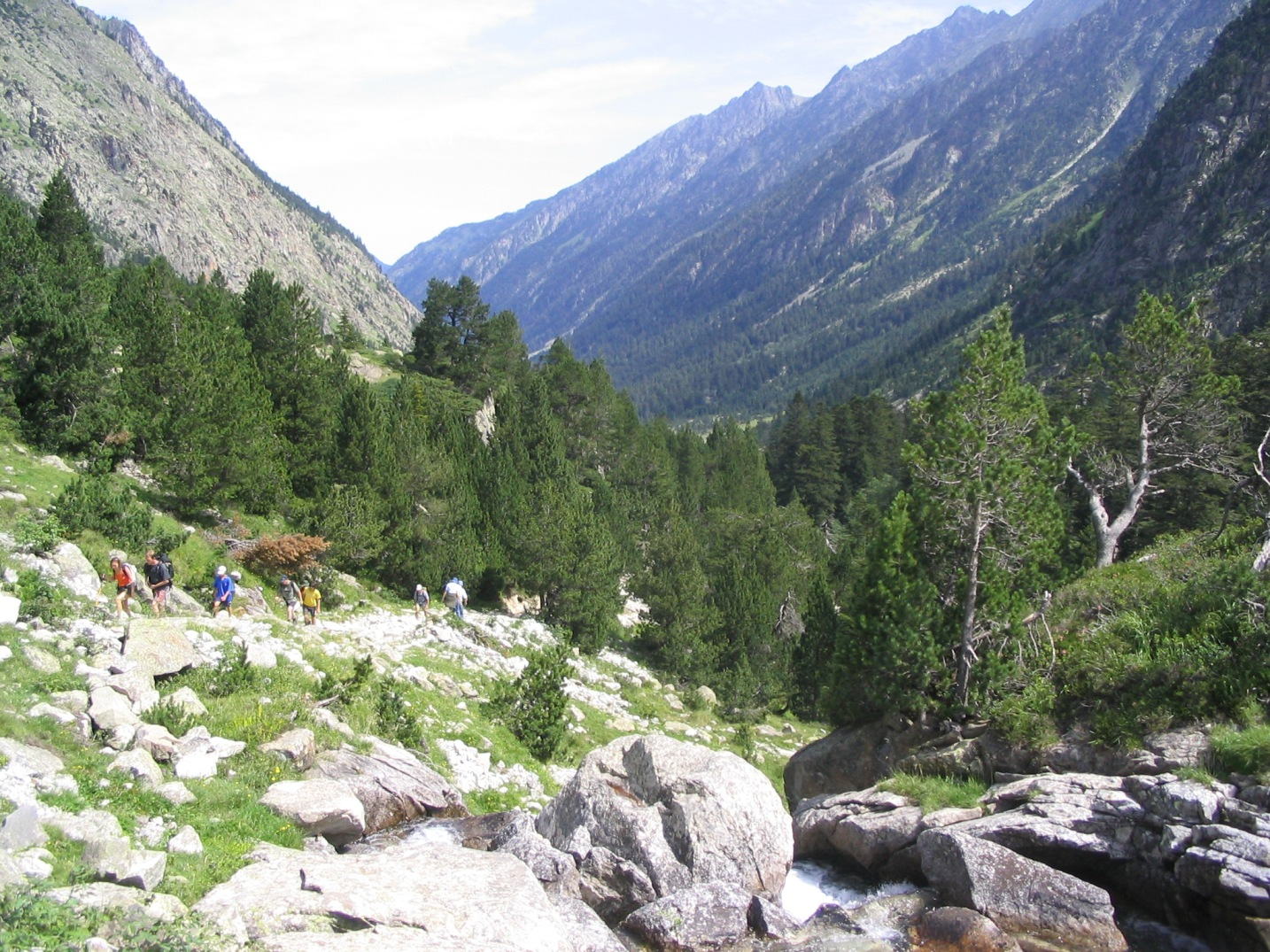
Valle de Lutour.

El Valle de Lutour (en francés: Vallée du Lutour) o también conocido como Valle de Estom es un valle situado en la zona central de la vertiente francesa de los Pirineos, en el departamento de los Altos Pirineos. Está orientado de norte a sur, tiene una longitud aproximada de 10 km y una anchura media de 4 km.
En la zona más alta del valle (la zona sur) existen una serie de lagos glaciares entre los que destaca el Lago Estom, situado a 1.804 metros de altitud. La zona más baja del valle se aproxima al turístico municipio de Cauterets, con una altura de 1000 metros. Los picos que conforman el valle de Estom alcanzan con mucha frecuencia los 2800 metros. El río Lutour transcurre de sur a norte por el fondo del valle dando lugar a bellas cascadas y rápidos. De la flora, cabe destacar los extensos bosques de pino silvestre y abetos. A partir de los 2.000 metros predominan los prados alpinos. Este bello paraje está situado dentro del parque nacional de los Pirineos.
Al oeste del valle está el del Vignemale y al este el de Gavarnie. Para acceder a la zona, es necesario dirigirse antes al municipio de Cauterets y ahí tomar una carretera que conduce al restaurante y hotel que se ubica en la zona más baja del valle. A las orillas del lago Estom existe un refugio de montaña y un restaurante desde el que se contemplan unas magníficas vistas del lago y las montañas.